# Tommyknockers (película)
Tommyknockers es una película estadounidense de drama, terror y wéstern de 2022, dirigida por Michael Su, escrita por Rolfe Kanefsky, Michael Mahal, Sonny Mahal y Adrian Milnes, musicalizada por Scott Glasgow, los protagonistas son Richard Grieco, Tom Sizemore y Robert LaSardo, entre otros. El filme fue producido por Mahal Empire, Mezek Films, FilmCore y Alien Donut Films; se estrenó el 25 de noviembre de 2022.

## Sinopsis
En la década de 1870, unos mineros que buscan oro detonan los explosivos, por accidente ponen en libertad criaturas antiguas, conocidas como Tommyknockers. La ciudad de Deer Creek, Nevada, en poco tiempo está en problemas, solo quedan algunos sobrevivientes en el salón local.